# 塔斯基吉梅毒試驗

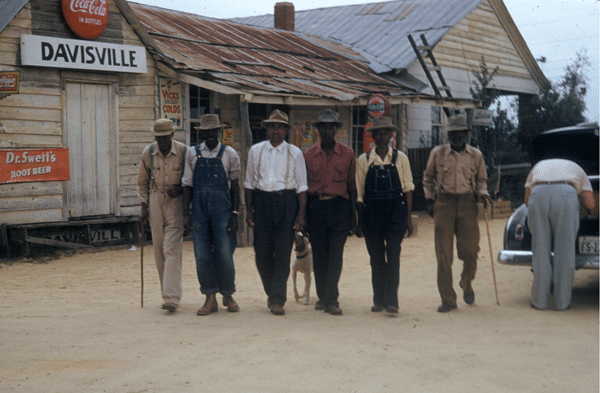
參加試驗的試驗者

塔斯基吉梅毒實驗是美國公共衛生局性病部門與塔斯基吉大學（一座歷史悠久的非裔美國人高等教育機構）在1932年至1972年間於阿拉巴馬州合作進行的一項研究，该实验對近399名非洲裔男性梅毒患者及201名健康非洲裔男性進行了一系列人体试验。這些實驗參與者皆為生活貧困的阿拉巴馬州梅肯縣佃農。研究人員以提供免費醫療服務、餐食與喪葬保險等福利作為誘因，招募當地居民參與研究，並藉此吸引資金。但在經濟大蕭條導致經費補助中斷後，參與者將不再有機會接受任何醫學治療，但是即便如此，研究者仍在未告知參與者的情況下繼續進行實驗。研究人員始終未向罹患梅毒的受試者告知其病情，並聲稱他們接受的治療是針對敗血症，也從不曾施予參與者任何有效的治療方式。
實驗開始之初（1932年），梅毒還是無藥可醫的絕症；但1943年，醫學界發現青黴素可有效醫治梅毒後，研究人員為了使該實驗繼續進行，故意不對患者施以有效治療手段，甚至企圖阻止參與實驗的梅毒患者接受有效治療。此實驗一直持續在相關領域期刊發表研究報告，少數學者呼籲終止該實驗，卻遭到無視；一直到1972年，實驗知情人士向大眾媒體揭發，該實驗才終止。美國政府則一直至1997年才對受害者作出賠償及公開道歉。

## 歷史
“总体来说，医生们和公务员们只是单纯履行了他们的职责。其中的一些只是服从命令，另一些则是为了科学而工作。”——美国公共卫生部性病部门主管，约翰·海勒医生
1932年，美國公共衛生局（PHS）部门在它的国家指挥部组织了一个研究小组，由托力弗·克拉克医生负责。他最初设定的目标是追踪一群患有梅毒并且没有接受过治疗的黑人6到9个月，之后再给他们提供治疗。当他得知其他研究人员倾向使用欺骗手段时，他拒绝继续进行一个延伸研究。在研究开始的一年后，克拉克医生就退休了。
在任期间，克拉克医生征求到了塔斯基吉大学（亚拉巴马州一所历史上著名的黑人大学）和阿肯色州地区公共卫生部门的参与。一位非裔医生尤金·迪波，当时担任位于塔斯基吉大学附属的约翰安德鲁医院的院长。医生奥利弗·C·温格当时担任位于阿肯色州温泉市区域公共卫生部性病诊所的主管。他和他的工作人员在研究的过程中起了主导作用。
温格和他的工作人员主导了早期研究草案的拟定过程，当这个研究计划转化成为长期并且不提供治疗的观察性研究后，他也继续为塔斯基吉研究提供建议和帮助。
雷蒙德·冯德勒尔被指派为研究计划的临场指导，他确定了这个项目是长期并且跟踪患者的实验。另外，他决定通过将这个计划描述为“特殊的免费治疗”，来得到实验对象对脊髓抽液（用于寻找神经梅毒的病症）的同意。冯德勒尔医生在1943年作为性病部门主管退休，此时，研究人员刚刚发现青霉素可以治疗梅毒。
在不知情的状况下，塔斯基吉大学和一些非裔的医务人员和教务人员帮助了公共卫生部进行了实验并推动了它的进程。塔斯基吉大学当时的校长罗伯特·蒙顿和塔斯基吉大学下属医院的尤金·迪波院长都同意了这次研究，向这次政府性的研究提供了大学方面的帮助。一位在塔斯基吉大学受训并在约翰安德鲁医院担任护士的非裔女性尤妮斯·里维斯也在研究之初就加入了计划。
考量到她和黑人群體的關係密切，冯德勒尔医生十分支持里维斯护士的参与。在1930年代的大萧条期间，塔斯基吉大学开始允许那些处于社会底层，无法支付医疗费用的黑人参加“里维斯小姐集会”。在那里，塔斯基吉大学向他们提供免费的体检、来回程交通、体检当日的午餐和对于一些小病的治疗。
由于项目提供的医疗资源，里维斯护士认为对于这些参加人员而言，好处超过了潜在的风险。
当这项研究变成长期项目之后，里维斯护士也一直是核心成员。不像那些国家级、州级和临场的公共卫生部系统的管理人员、医生和调查人员，里维斯一直在塔斯基吉大学。她也是唯一一位参与了全程40年的调查研究工作的成员。到了1950年代，里维斯护士已经成为了这个研究工作的关键人物，她对被受試者的認識维系着这个长期的研究计划。
历史研究人员的证据表明，当时大部分参与了塔斯基吉实验的非裔工作人员都相信，他们参与的医疗实验对那些可怜的塔斯基吉居民是个很好的受益机会。
在这个研究的最后阶段，约翰·R·海勒医生担任国家级性病部门的主管。
在1940年后期，全国的医生、医院和公立健康中心已经常规的用青霉素来治疗梅毒。在二战后，纳粹大屠杀和相关的医疗滥用被揭露，相关的国际法也因此改变。西方国家联盟去签订了《纽伦堡守则》，志在保护研究中被实验者的权利。然而，却没有人基于这个新标准来重新审视塔斯基吉实验的计划。
1972年，吹哨人彼得·巴克斯顿（Peter Buxtun）向《华盛顿星报》和《纽约时报》揭露了塔斯基吉实验的内幕，这引起了全国的关注。当时公共卫生部的海勒仍然试图护卫这项实验的道德性，他宣称：“那些被实验者的地位决定了他们的状况是不需要道德讨论的，他们是被实验者，不是病人；是治疗资料，不是生病的人。”

## 研究细节
1928年一个挪威人主导的研究在几百名白人男性中发现了没有经过治疗的梅毒的病理性征兆。由于这项研究的试验方法是汇集已经确认患上梅毒却但之前有一段时间没有接受治疗的病人的病状历史，这项研究被认为是一个回溯性研究。
塔斯基吉研究小组决定在奥斯陆实验的基础上，进行一个预期性实验来弥补它的不足。在实验的早期阶段，这并没有什么不道德，因为当时不存在可能的治疗手段。只要调查人员不伤害他们的被调查者，他们就可以毫无顾忌的觀察疾病的自然演变过程。但是之后，当治疗手段已经被发现以后，无论研究者们如何强调研究对人类的好处来为自己辩护，都无法掩盖他们剥夺了被实验者们接收治疗的权利所造成的伤害。这项实验也被贴上了“医学史上延续最长的人体无治疗实验”的標籤。
美国塔斯基吉医疗实验刚开始是作为对梅肯縣居民中出现的梅毒案例的追踪调查。最初，被实验者被研究了6-8个月，然后就接受了类似猩红油膏、水银药膏和铋治疗等治疗方法。这些治疗方法最多也就微有成效。这些治疗方式高毒的危害被当时没有其他治疗方式这一现状所解释。塔斯基吉大学参加这个实验的原因，是因为它的代表认为这项研究的目的在于使当地的穷人们在医疗方面受益。由塔斯基吉大学资助的医院也向公共卫生部提供了医疗设施、其他一些机构和医生，而这些资源都是黑人主导的。一个志在帮助南方黑人教育和社会发展的芝加哥福利机构，罗森沃德基金，为这些病人的最终治疗提供了经济资助。研究人员最初召集了399名患梅毒的黑人，另外召集了201名健康黑人作为控制组。
1929年股市崩溃的后续作用和大萧条使罗森沃德基金结束了经济资助。最初，研究主管们认为研究的治疗部分的资金撤退后，实验也就结束了，他们提交了结题报告。
医疗道德的考量在最初就很有限，并且迅速减退。为了保证那些被实验者会参加這種不但痛苦、只具诊断性而非治疗性而且存在潜在危险的脊髓抽取调查，医生们给那400位病人寄送了标题为“免费特殊治疗的最后机会”的信。而且，研究者们要求被调查者签署死后解剖协议来换取送丧费用。在青霉素被发现可以治疗以后，研究者们仍然不给被调查者提供治疗。他们对被调查者撒谎，给他们提供安慰剂作为代替治疗，这样来观察这致命疾病的长期完整的过程。
塔斯基吉研究组在1934年公布了他们第一份医疗数据，1936年发表了第一份主要的报告。这之后人们才发现了青霉素是梅毒的有效治疗手段。在整个过程中，实验小组都持续地向医学学术圈公布他们的数据和报告，所以這個實驗的存在并不是秘密。
在二战期间，250名被实验者应召入伍。因此，他们都在军队的检疫处被查出患有梅毒，并被勒令接受治疗之后再参加军队。公共卫生部的研究人员想方设法阻止他们接受治疗，也就此剥夺了他们治愈的可能。当时的一位公共卫生部代表曾经说过：“目前为止，我们没有让那些一直检测为阳性的病人接受过治疗。”尽管如此，在1963年，最初的90名被调查者接受了体检，其中的96%都从其他途径接受了砷治疗法或青霉素治疗法。
在1947年，青霉素成为梅毒的标准用药。美国政府主办了几个公共卫生项目，通过建立“快速治疗中心”来根除这种疾病。当这些旨在根除梅毒的医疗项目来到梅肯縣时，研究人员仍然阻止被调查者参加治疗。
当1972年研究结束时，只有74名被研究者还活着。在最初的399名被研究者中，29名直接死于梅毒，100名死于梅毒并发症，40名被研究者的妻子感染了梅毒，有19名被研究者的子女出生即患有梅毒。

## 危地马拉的单方向实验
2010年10月，危地马拉公共卫生部的医生们进行更深一步的研究的事实被揭露了。据报道，1946至1948年之间，美国医生们在与一些危地马拉健康官员和政府部门的合作下，在一家精神病医院故意用梅毒甚至淋病病毒感染罪犯，军人和患者们。总共有696人在未被告知的情况下被进行了梅毒实验。当他们感染了疾病的时候，尽管人们并不确定被感染的患者们是否都被治愈了，他们还是被注射了抗生素。
维莱斯利学院的历史学家苏珊·里维里在检查约翰·查尔斯·卡特拉尔的档案的时候发现了实验的记录。约翰·查尔斯·卡特拉尔是一名被卷入塔斯克吉研究的一名政府研究员。2010年10月，美国官方正式的就这些实验向危地马拉道歉。

## 研究的结束
1966年，美国公共卫生部旧金山分部的性病研究员彼得·巴克斯顿给性病部门总部的主任送了一封信来表达他对扩大塔斯克吉研究这一行为在伦理和道德上的担忧。那个时候控制着研究的疾病控制中心重申了继续研究直至完成（也就是直到所有被实验的人们都死去并被验尸）是有必要的。为了支撑研究的地位，疾病控制中心从国家医学会（代表黑人医师）和美国医学会的当地分会寻找并得到了继续研究的支持。
1968年，美国卫生教育和福利部的美国公共卫生局的一名黑人统计学家威廉·卡特·扬金斯创建并主编了《鼓》。《鼓》是美国卫生及公共服务部致力于结束种族歧视的时事通讯。这个内阁级别的部门是疾病控制中心的一部分。在《鼓》里，扬金斯呼吁结束塔斯克吉研究。他并没有成功，人们也并不知道谁阅读了他的著作。
巴克斯顿最终在20世纪70年代早期来到了出版社。这个故事最早在1972年7月25日在《华盛顿星报》上被揭开。转天就成为了《纽约时报》头版新闻。参议员爱德华·肯尼迪召开了美国国会听证会。会上巴克斯顿和美国卫生教育和福利部进行了证实。为了回应公众的反对声，疾病控制中心和公共卫生部任命了临时的咨询座谈小组来重温这次研究。这决定了这次研究在医学上来说是不正义的。这次研究被命令结束。作为处理全国有色人种协进会随后提出的团体诉讼的一部分，美国政府同意赔偿一千万美元（相当于 2019 年的 5180 万美元）并同意为存活下来的参与者们和他们的因此次研究而被感染的家庭提供免费医疗措施。

## 余波
1974年美国国会批准了美国国家研究法，同时创立了一个委员负责研究并编写法规来规范涉及到人类实验者的实验。1997年5月16日，总统比尔克林顿正式道歉并为塔斯基吉梅毒实验的受害者举行了纪念会：“这些实验本不应该发生，但是它却发生了。我们现在不再沉默，我们终于悬崖勒马。我们注视你们的眼睛并代表全体美国人民宣布，美国政府的所作所为是令人羞愧的，我感到很抱歉。对于我们的非洲裔美国公民，我再次为联邦政府实施了这样一个带有明显的种族主义的实验感到抱歉。”八个实验生还者中的五个参加了这场白宫的纪念会。
塔斯基吉梅毒实验极大地破坏了黑人社会对于美国公共医疗系统的信任。它导致的直接后果是，很多黑人不再相信药品医疗界，并且不再愿意参加诸如器官捐献等项目。这个实验也令许多贫穷的黑人不愿意接受常规医疗保健。不过，最近的研究对塔斯基吉梅毒实验对美国黑人社会参与医疗实验的影响程度提出了质疑。此实验所引发的政府信任危机还引起了黑人社会内部长期以来的谣言：美国政府必须对艾滋病毒在黑人社会内的蔓延负责。

### 道德意义
即使是在发现青霉素是治疗梅毒的有效手段之后，实验的研究员们没有治疗病人们的梅毒，而是继续让实验持续了25年之久。直到这个实验以及它的结果见诸于新闻之后，这项实验才被最终停止。这个实验以及美国其它的有关人类的实验所引发的不良影响，导致了国家委员会的保护人体生物医学和行为研究以及国家研究法的确立。之后，又因此成立了机构评审委员会，这个组织同时获得了联邦的包括资金以及合作协议、合同的多方面的支持。

### 流行文化
- David Feldshuh在1992年根据塔斯基吉研究历史写了戏剧，名为《埃弗斯小姐的男孩子们》。这是1992年普利策戏剧奖的亚军[17]。 1997年，它被HBO改编为电视电影。HBO的改编在艾美奖获得十一个奖项提名[18]，并赢得了四个。[19]
- 唐·拜伦的首张个人专辑，以塔斯基吉实验命名。
- 漫威漫畫公司的有限丛书《真相：红色，白色和黑色》重新解释塔斯基吉试验为武器计划的一部分。[20]
- 卡罗 Boccadoro的作品《坏血》，灵感来自悲惨的事实和研究有关的启示。
- 亨丽埃塔 Lacks的书《不巧的生命》讨论非洲美国人和科学时简要详述了这研究。
- 在电影《Half Baked》中， Dave Chappelle 的角色瑟古德·詹金斯表示，他的祖父是塔斯基吉实验的参与者。